# 科埃克斯
科埃克斯（法語：Coëx，法語發音：[kɔɛks]）是法国卢瓦尔河地区大区旺代省的一个市镇，位于该省西北部，属于莱萨布勒多洛讷区。

## 地名
该地名“Coëx”发音为[kɔɛks]，字母“x”发音，《世界地名翻译大辞典》与《世界地名译名词典》将其误译作“科埃”。

## 地理
科埃克斯（46°41'51"N, 1°45'38"W）面积39.56 平方千米，位于法国卢瓦尔河地区大区旺代省，该省份为法国西部沿海省份，北起大西洋卢瓦尔省和曼恩-卢瓦尔省，西临大西洋，南至滨海夏朗德省，东部及东南部与德塞夫勒省接壤。
与科埃克斯接壤的市镇（或旧市镇、城区）包括：阿普勒蒙、维河畔莱吉永、艾泽奈、拉沙佩勒埃尔米耶、科姆基耶、维河畔圣迈克桑、圣雷韦朗。
科埃克斯的时区为UTC+01:00、UTC+02:00（夏令时）。

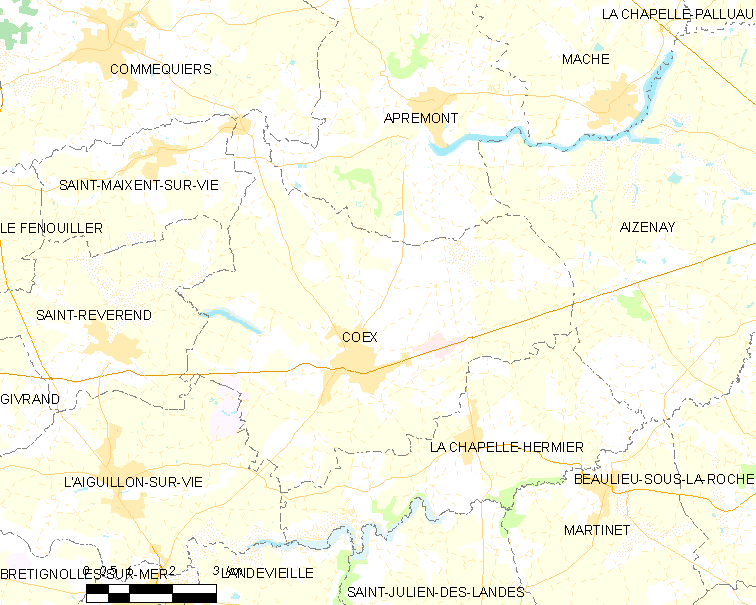
科埃克斯的OSM定位图

## 行政
科埃克斯的邮政编码为85220，INSEE市镇编码为85070。

## 政治
科埃克斯所属的省级选区为圣伊莱尔德里耶县。

## 人口

1962-2008年间科埃克斯人口变化图示

科埃克斯于2022年1月1日时的人口数量为3416人。